# ماسایوکی میتا
ماسایوکی میتا (انگلیسی: Masayuki Mita؛ زادهٔ ۵ اکتبر ۱۹۶۹) بازیکن فوتبال اهل ژاپن است.
از باشگاه‌هایی که در آن بازی کرده‌است می‌توان به باشگاه فوتبال گامبا اوساکا اشاره کرد.